# Crossfit
El crossfit és un programa d'entrenament compost per exercicis funcionals, constantment substituïts, executats a alta intensitat.
L'objectiu de crossfit és desenvolupar al màxim el rendiment en totes i cadascuna d'aquestes àrees físiques, i no realitzar un programa específic d'entrenament. Per això se sol dir que l'especialitat consisteix en no especialitzar-se en res en concret. El combat, la supervivència, molts esports i la pròpia vida premien aquesta classe d'entrenament total. Per a aquests desafiaments imprevisibles, un entrenament especialitzat resulta inútil. Tots aquests conceptes han estat difosos per Greg Glassman, el creador de crossfit als Estats Units des de l'any 2001. Gràcies a la seva gran experiència com a gimnasta i entrenador, ha desenvolupat un sistema d'entrenament que hom considera el més efectiu del món. Des del 2007 organitzen una competició internacional anomenada els CrossFit Games.
El crossfit és un programa de força i condicionament físic total, que es basa en l'increment de les deu capacitats físiques més reconegudes pels especialistes en l'entrenament esportiu:
1. Resistència cardio-respiratòria
2. Resistència muscular
3. Força
4. Flexibilitat
5. Potència
6. Velocitat
7. Coordinació
8. Agilitat
9. Equilibri
10. Precisió

Als gimnasos i clubs esportius de tot el món es realitzen llargues sessions aeròbiques, sobre la bicicleta estàtica, la cinta, o similars. En el crossfit, en canvi, es treballa exclusivament amb sessions cardiovasculars més curtes i d'alta intensitat. El cardio d'alta intensitat o anaeròbic es distingeix per la seva elevada capacitat per augmentar dràsticament la potència, la velocitat, la força i la massa muscular. El condicionament anaeròbic permet exercir grans forces en un breu lapse de temps. Potser l'aspecte del condicionament anaeròbic que mereix major consideració és que aquest no perjudica a la capacitat aeròbica. De fet, si està correctament estructurada, l'activitat anaeròbica pot ser usada per desenvolupar un nivell molt alt d'entrenament aeròbic, sense la pèrdua de múscul que es relaciona amb un alt volum d'exercici aeròbic.
A diferència dels gimnasos tradicionals, en un gimnàs crossfit els atletes no passen molt temps realitzant nombroses repeticions en màquines que aïllen diferents músculs. En un gimnàs crossfit es pot trobar als atletes realitzant moviments complexos, desenvolupant grans nivells de força, amb càrregues elevades, i a baixes repeticions. I després d'aquestes sessions d'exercici, breus però intenses, els seus cossos passen a un estat de repòs gairebé total.
La potència és un altre dels pilars que sostenen el sistema de crossfit. Es defineix, en termes simples, com la capacitat de fer un exercici curt de manera "intensa i ràpida", i es relaciona amb gairebé tots els aspectes positius de l'entrenament. Els increments de la força, el rendiment, la massa muscular, i la densitat òssia, sorgeixen en proporció amb la intensitat de l'exercici. La potència és un aspecte sempre present en l'exercici diari de crossfit, desenvolupada a través del treball amb temps curts i càrregues elevades.